# میتلسومرن
میتلسومرن (به آلمانی: Mittelsömmern) یک شهر در آلمان است که در اونستروت-هاینیش واقع شده‌است. میتلسومرن ۲۴۸ نفر جمعیت دارد.